# Clan Nieczuja
Nieczuja est le blason et le nom d'un clan armorial polonais. Il fut utilisé par plusieurs familles de la noblesse de la république des Deux Nations. Le plus ancien sceau connu du clan Nieczuja date de 1286, et la plus ancienne mention écrite de 1397. 

## Membres notables
- Krzysztof Grzymułtowski (en) (1620–1687), voïvode de Poznań.
- Wespazjan Kochowski (en) (1633-1700), célèbre historien et poète baroque polonais.
- Henryk Dembiński (1791–1864), général et comte polonais.
- Stanisław Witkiewicz (1851-1915), peintre, architecte, écrivain polonais.
- Stanisław Ignacy Witkiewicz (1885-1939), dramaturge, philosophe, peintre, photographe et romancier polonais

### Dans d'autres langues
- (en) J. Lyčkoŭski, « Belarusian Nobility Coats of Arms »
- (en) « Armorial of Belarusian Nobility »